# Al-Haschd asch-Schaʿbī

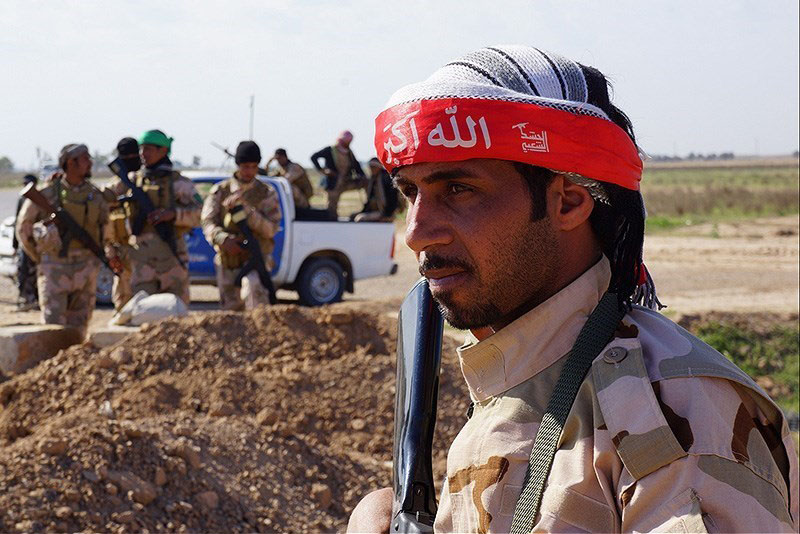
Kämpfer der Volksmobilmachung und der irakischen Armee bei einem Einsatz in Salah ad-Din, 2014 oder 2015

Al-Haschd asch-Schaʿbī (arabisch الحشد الشعبي, DMG al-ḥašd aš-šaʿbī oder al-Haschd al-Watani / الحشد الوطني / al-ḥašd al-waṭanī / ‚Nationalmobilmachung‘), auch bekannt als die Volksmobilmachungskräfte/-einheiten/-komitee (PMF/PMU/PMC), sind eine vom irakischen Staat geförderte Dachorganisation aus 40 fast ausschließlich schiitischen Milizen. Das Bündnis entstand im Juni 2014 nach der Irakkrise und der Ausbreitung des sogenannten Islamischen Staates im westlichen Irak. Die Mitglieder lehnen die Bezeichnung „Miliz“ ab.

## Hintergrund und Entstehung
Am 15. Juni 2014 gründete die irakische Regierung die Volksmobilmachung, nachdem der schiitische Großajatollah Ali al-Sistani zwei Tage vorher eine Fatwa verkündet hatte. Diese Fatwa rief zur Verteidigung des Iraks gegen den IS auf, der Mitte Juni 2014 mit Mossul die zweitgrößte Stadt erobert hatte. Das Bündnis brachte eine ganze Reihe schiitischer Gruppen zusammen, von denen die meisten direkte Hilfe von der Islamischen Republik Iran erhielten. Daneben gab es auch einige sunnitische Stammeskrieger. Die Volksmobilmachung fällt offiziell unter die Kontrolle des irakischen Innenministeriums, trotzdem agieren einige Gruppen der Volksmobilmachung unabhängig.

## Zusammensetzung und Organisation
Es gibt keine offiziellen Ziffern über die Kampfkraft der Volksmobilmachung, unterschiedliche Schätzungen gehen davon aus, dass es z. B. bei Tikrit um die 20.000 Kämpfer gibt, während es insgesamt zwischen 60.000 und 120.000 sein sollen. Dazu kommen noch etwa 1000 bis 3000 sunnitische Mitglieder. Anfang März 2015 schien es so, dass die Volksmobilmachung auch jesidische Kämpfer aus Sindschar anwarb.
Die einzelnen Organisationen der Volksmobilmachung lassen sich grob in drei Gruppen einteilen: Gruppen ohne politische Vorläufer und Ambitionen, die lediglich Sistanis Fatwa folgen; Gruppen, die von politischer Parteien gegründet worden oder ihr bewaffneter Arm sind und Gruppen, die schon jahrelang im Irak gegen die US-Streitkräfte und im syrischen Bürgerkrieg kämpften. Unter den bekanntesten Gruppen sind die Friedenskompanien, die aus der Mahdi-Armee entstanden, die Kata’ib Hesbollah, Kata’ib Sayyid al-Schuhada, Kata’ib al-Imam Ali, Asa’ib Ahl al-Haqq und die Badr-Brigaden des Obersten Islamischen Rates im Irak.
Der Vorsitzende der Volksmobilmachung in der irakischen Regierung ist Falih al-Fayyadh, der auch Berater für die nationale Sicherheit ist. Der mutmaßliche Anführer der Volksmobilmachung auf dem Schlachtfeld war Jamal Jafaar Mohammed Ali Ebrahimi, auch bekannt als Abu Mahdi Al-Muhandis, der Kopf der Kata’ib Hesbollah.
(Abu Mahdi wurde am 3. Januar 2020 zusammen mit Qasem Soleimani durch einen Drohnenangriff der US-Armee getötet.)
Irakischen Quellen zufolge hat jede Organisation ihre eigene Kommandostruktur, und eine koordinierte Zusammenarbeit ist selten. Andere bekannte Anführer neben al-Muhandis sind Qais al-Chazali von der Asa’ib Ahl al-Haqq und Hadi al-Amiri von den Badr-Brigaden. Gemäß der New York Times untergräbt diese Diversität der autonomen Kommandostrukturen die Autorität des Ministerpräsidenten Haider al-Abadi.
Ausgebildet werden die Milizionäre von türkischen und iranischen Militärberatern und auch von Leuten der Hisbollah. Aufsehen erregte die Anwesenheit des iranischen Kommandanten der al-Quds-Einheit Generalmajor Qasem Soleimani. Es wird angenommen, dass die Volksmobilmachung ihren eigenen Militärgeheimdienst hat und auch ein Medienteam besitzt, das durch Propagandavideos und täglichen Updates die Moral der Kämpfer steigert.
Am 7. April 2015 ordnete das Ministerpräsidentenamt an, dass von allen staatlichen Einrichtungen und Regierungsorganen die Volksmobilmachung als ein offizielles Organ unter seinem direkten Befehl anzusehen sind.

## Ausrüstung
Die Ausrüstung der Volksmobilmachung scheint ein Problem zu sein, da zum Beispiel Ende Januar 2015 ein Video über einen großen Konvoi der Kata’ib Hesbollah auftauchte, worin ein amerikanischer M1 Abrams-Panzer, mehrere M113-Mannschaftstransporter, Humvees, MRAPs und iranische Geländefahrzeuge vom Typ Safir 4x4 aufgenommen worden sind. Nach einigen Quellen soll die irakische Regierung die Miliz mit amerikanischen Rüstungsgütern beliefern. Amerikanische Offizielle sehen in diesem Konvoi reguläre irakische Soldaten, die aus Solidarität mit der Miliz Flaggen der Kata’ib Hesbollah am Konvoi befestigt haben, wobei aber zugegeben wird, dass es schwierig sei den Verbleib amerikanischer Waffen zu verfolgen.
Neben diesen amerikanischen Waffen ist die islamische Republik Iran der größte Waffenlieferant: 2014 soll Teheran Waffen und Ausrüstung im Werte von fast 10 Mrd. Dollar an Bagdad verkauft haben. Darüber hinaus gibt es tägliche Lieferungen aus Iran.
Im Mai 2015 belieferten die Vereinigen Staaten von Amerika Bagdad mit Ausrüstung im Werte von 1,6 Mrd. Dollar, deren großer Nutznießer die Volksmobilmachung sein dürfte.

## Größere Einsätze
Die Volksmobilmachung kämpfte schon in einigen Schlachten gegen den IS, deren bisher wichtigste die Schlacht um Tikrit im März 2015 war. Eine Beteiligung der Volksmobilmachung an der Rückeroberung von Mossul schlug Haider al-Abadi am 6. April 2015 wegen möglicher konfessioneller Spannungen aus. Trotzdem sollen sich schon schiitische Milizionäre in der sunnitischen Provinz al-Anbar aufhalten, was zu Protesten der lokalen Administration führte, die die Volksmobilmachung in al-Anbar ablehnen. Bei der Rückeroberung von Ramadi im Herbst 2015 verzichtete die irakische Regierung bewusst auf die Volksmobilmachung.
Bei der Offensive auf Mossul ab Oktober 2016 kämpfte die Volksmobilmachung auf der linken Flanke im weiteren Umfeld von Mossul. Im November konnten sie einige kleinere Dörfer und Orte befreien und so das Gebiet zwischen al-Qayyara im Süden und Tal Afar westlich von Mossul sichern. In Tal Afar wurde der Flughafen erobert und zu den kurdischen Kräften im Dschabal Sindschar aufgeschlossen, so dass Tal Afar von allen Seiten eingekesselt wurde. Im Mai 2017 konnte die Volksmobilmachung alle wichtigen jesidischen Ortschaften südlich des Dschabal Sindschar befreien. Am 29. Mai erreichten die Kräfte der Volksmobilmachung beim Dschabal Sindschar die syrische Grenze. Später waren die Al-Haschd asch-Schaʿbī bei der Rückeroberung der Orte Tal Afar (27. August 2017) und al-Hawidscha (4. Oktober 2017) beteiligt.

## Gesetze und Richtlinien
Gesetze und Verhaltensregeln für die Volksmobilmachung sind jene der irakischen Regierung, da sie offiziell dem Ministerpräsidenten unterstehen, trotzdem hat Ali al-Sistani einen Leitfaden für die Kämpfer herausgegeben, welcher 20 Punkte umfasst. So sollen die Kämpfer die Menschen der befreiten Gebiete nach dem islamischen Recht behandeln, und so keine Racheakte oder keine Leichenschändung begangen werden. Alle Menschen – ob Muslim oder Christ – sollen nicht misshandelt oder ihr Hab und Gut gestohlen werden.

## Kritik und Vorwurf von Kriegsverbrechen
Einige der Kämpfer der Volksmobilmachung wurden der Kriegsverbrechen und Racheakte aus sektiererischen Gründen angeklagt. Gemäß Amnesty International sollen schiitische Milizionäre mehrere Sunniten entführt, gefoltert und getötet haben. So soll es auch bei der Rückeroberung von Tikrit zu Verbrechen gekommen sein. Irakische Offizielle stellten klar, dass jedes Verbrechen untersucht und die Verbrecher bestraft werden würden. Geistliche Größen wie Ali al-Sistani oder Hussein Ismail Al-Sadr ermahnten die Kämpfer und ad hoc-Untersuchungskomitees begannen mit der Aufklärung der Vorwürfe.
Neben diesen Vorwürfen gibt es noch einige Sorgen der sunnitischen Iraker bezüglich der Volksmobilmachung: So soll die Volksmobilmachung entpolitisiert werden und als nationale Streitmacht dienen, also nicht ein verlängerter Arm schiitischer Parteien sein. Des Weiteren behaupten einige Kritiker, dass die Volksmobilmachung außerhalb der Verfassung agiert, obwohl sie ein offizielles Budget haben und Gehälter beziehen, während dessen die kurdischen Peschmerga in der Verfassung anerkannt sind, aber keine Gehälter aus Bagdad beziehen.
Die Rekrutierung der Jesiden sorgt ebenfalls für Spannungen mit der kurdischen Regionalregierung. Im November 2012 kam es in Tuz Churmatu zu Zusammenstößen zwischen Peschmerga und der Volksmobilmachung mit einigen Toten.

## Dokumentationen
- ARTE: Irak: Die Milizen kämpfen weiter auf YouTube, 4. Februar 2020.